# Boeing VC-25
Boeing VC-25 là phiên bản quân sự của Boeing 747, được cải tiến phục vụ mục đích chuyên chở tổng thống, được vận hành bởi Không lực Hoa Kỳ với tên gọi là Air Force One, cũng là tên gọi không lưu của bất cứ phi cơ nào của Không lực Hoa Kỳ dùng để chuyên chở Tổng thống Hoa Kỳ.
Chỉ có duy nhất hai mẫu của loại máy bay này tồn tại; đây là những chiếc máy bay được cải tiến rất cao của loại Boeing 747-200B, được đặt tên chính thức là VC-25A với số đuôi là 28000 và 29000. Mặc dù Không Lực Một chỉ được dùng đối với những chiếc máy bay nào có mặt tổng thống trên khoang, tên gọi này chỉ thường dùng để chỉ đến chiếc VC-25. Hai chiếc máy bay này hoạt động chung với chiếc trực thăng Marine One, do Thủy quân lục chiến Hoa Kỳ vận hành, để vận chuyển tổng thống nếu di chuyển bằng đoàn xe hộ tống là không thích hợp.

## Phát triển
Vào những năm 1985, hai chiếc Boeing 707, tên chính thức VC-137, đã được sử dụng làm chuyên cơ tổng thống lần lượt 23 năm, và 13 năm, khi đó, Không lực Hoa Kỳ bắt đầu tìm kiếm một chiếc máy bay khác để thay thế. Đề nghị Yêu cầu Đề Xuất, của Không lực khi ấy đã đưa ra điều kiện rằng muốn được chọn, chiếc máy bay phải có ít nhất 3 động cơ, với tầm bay không cần tiếp nhiên liệu ít nhất là 6,000 dặm (9,700 km). Cả hai hãng Boeing và McDonnell Douglas đã đề xuất hai chiếc Boeing 747 và DC-10, cuối cùng chiếc 747 của Boeing đã được chọn. Việc chế tạo và thiết kế của hai chiếc máy bay bắt đầu dưới thời của tổng thống Ronald Reagan. Ông đã đặt mua hai chiếc 747-200B giống hệt nhau để thay thế chiếc 707 ông hiện đang sử dụng để di chuyển.
Hai chiếc VC-25 đã xuất xưởng vào năm 1986 và đã có chuyến bay đầu tiên vào năm 1987. Nội thất của chiếc máy bay được thiết kế bởi Đệ Nhất Phu nhân Hoa Kỳ Nancy Reagan. Thiết kế của bà làm gợi nhớ đến Miền Tây Nam Hoa Kỳ. Một vài trục trặc với việc nối dây cho hệ thống liên lạc đã làm ngăn cản việc giao hai chiếc máy bay đến năm 1990, dưới thời tổng thống George H.W. Bush.
Không quân Hoa Kỳ nói rằng vận hành chiếc máy bay này tiêu tốn gần $210,877 cho mỗi giờ bay.

## Thiết kế và cấu hình

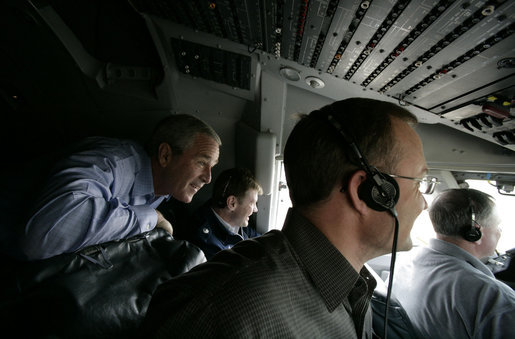
Tổng thống Bush trong buồng lái Không lực Một trên đường đến Baghdad, Iraq

Trong khi chiếc VC-25 có hai khoang chính và một khoang hàng hóa, giống như một Boeing 747 bình thường, một khoảng không gian rộng khoảng 370 m² đã được chỉnh sửa lại cho nhiệm vụ vận chuyển tổng thống. Tầng dưới cùng của chiếc máy bay thường là không gian chứa hàng hóa, như hành lý và nguồn thức ăn.
Khoang hành khách nằm trên tầng hai và khoang chính. Trên máy bay, có 3 cửa ra vào, 2 cửa ở dưới thân, và 1 cánh trên khoang chính. Thông thường tổng thống lên và xuống máy bay thông qua cửa trên khoang chính, trong khi phóng viên và các hành khách khác lên máy bay bằng cửa đằng sau ở dưới thân. Khoang hành khách dành cho phóng viên và các hành khách khác được làm giống như khoang hạng nhất của một máy bay thương mại thông thường.

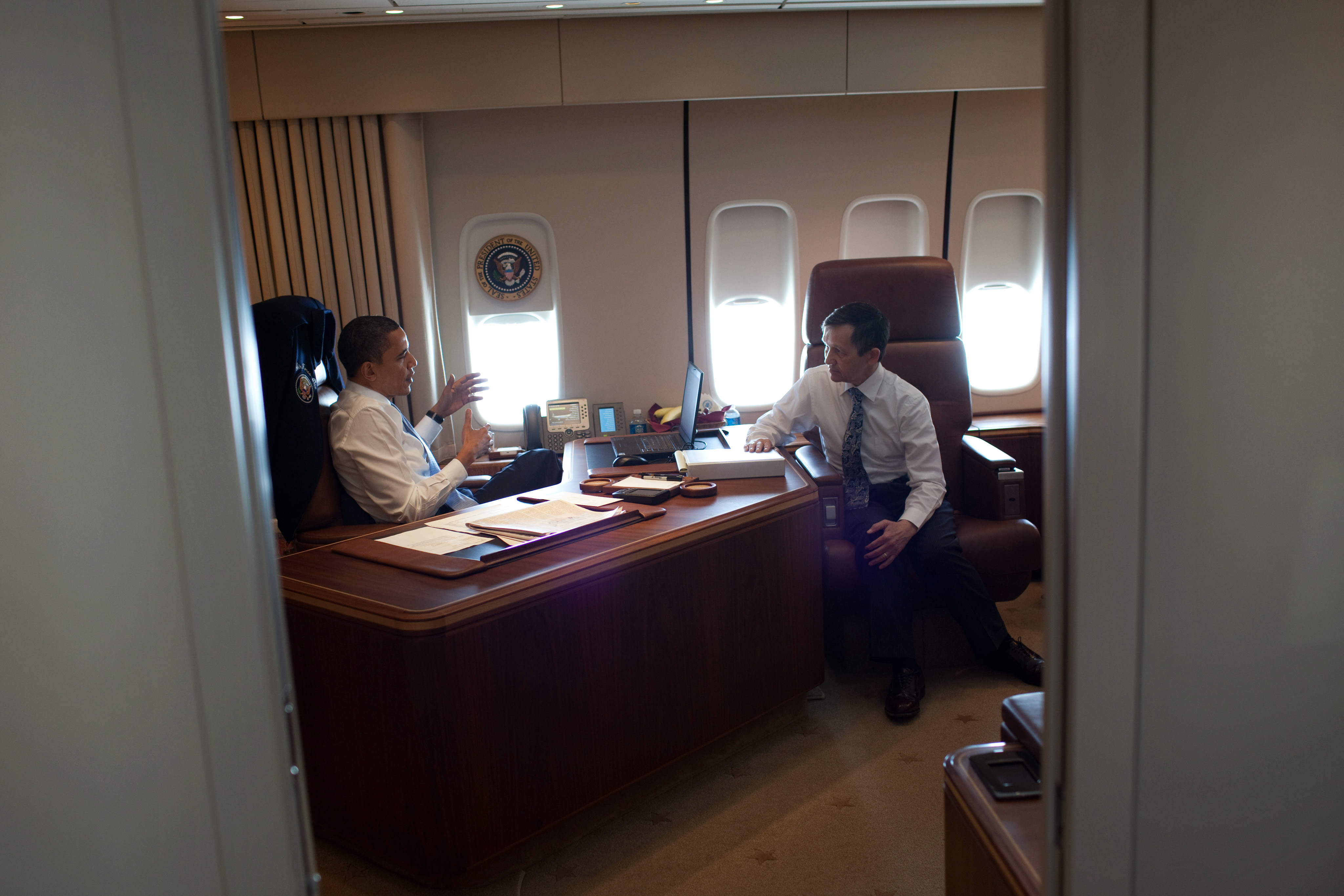
Tổng thống Barack Obama gặp Dân biểu Dennis Kucinich - Ohio, trong văn phòng của ông trên Không lực Một trên đường đến Cleveland, Ohio

### "Nhà Trắng trên không"

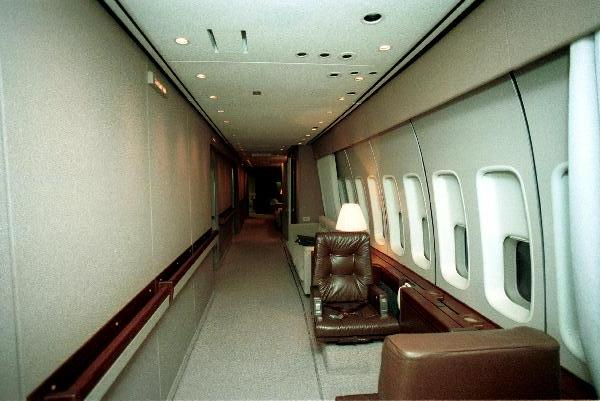
Hành lang trên Không lực Một. Hai Mật vụ Hoa Kỳ ngồi bảo vệ ở hai chiếc ghế cạnh cửa sổ

Phần trước của chiếc máy bay thường được gọi là khu vực "Nhà Trắng" của chiếc máy bay. Có Khu Tổng thống, gồm chỗ ngủ với hai ghế có thể biến thành giường, phòng vệ sinh và phòng tắm, khu trang điểm, hai bồn rửa mặt, và một văn phòng riêng, hay còn gọi là "Phòng Bầu Dục trên Không lực Một" của tổng thống. Nếu cần thiết, tổng thống có thể phát biểu trước người dân từ chính văn phòng ấy. Khả năng này đã được thêm vào sau vụ Khủng bố 11 tháng 9, khi đó tổng thống buộc phải hạ cánh xuống Căn cứ Không quân Barksdale chỉ để phát biểu tới người dân. Những văn phòng này, gồm cả Khu Tổng thống, hầu hết nằm bên phải chiếc máy bay, cùng với một hành lang dọc bên trái. Dọc hành lang cũng có một khu vực dành cho hai Mật vụ Hoa Kỳ. Chiếc máy bay cũng gồm có cả phòng họp, trước đây được dùng làm phòng tình huống nhưng hiện nay được sử dụng làm khu vực họp mặt với các nhân viên trong khi di chuyển. Phòng này cũng gồm có một màn hình TV phẳng 50-inch dùng để họp mặt di động. Chiếc máy bay có các văn phòng được trang bị đầy đủ những hệ thống liên lạc (gồm có 87 điện thoại bàn và 19 cái TV).

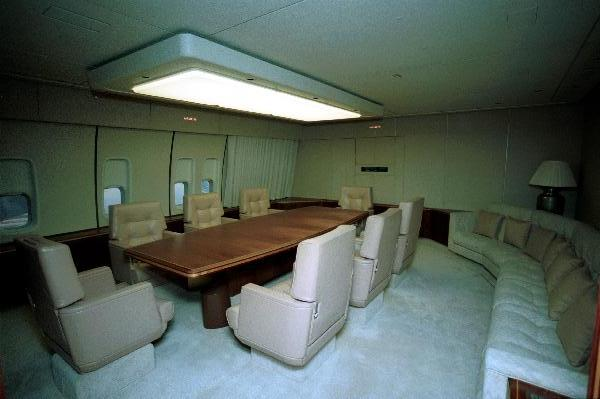
Phòng họp trên Không lực Một

Trên VC-25 cũng có cả phòng y tế, gồm có cả bàn mổ, dụng cụ y tế khẩn cấp, cũng như một nguồn cung dược phẩm đầy đủ; George W. Bush đã cho lắp đặt một chiếc máy chạy bộ lên Không lực Một trong nhiệm kỳ của ông. Mỗi chuyến bay đều có mặt bác sĩ và y tá. Trên máy bay cũng có cả thức ăn, cũng như 2 phòng bếp nơi thức ăn được chế biến, cùng lúc có thể nấu ăn cho tới 100 người một lúc. Tổng thống có thức ăn riêng của ông. Một khu vực nơi các khách mời thưởng thức món ăn năm gần khu vực giữa của máy bay, ngoài khu vực "Nhà Trắng".
Trên máy bay có một khu vực riêng dành cho khách mời, các nhân viên cao cấp, Mật vụ Hoa Kỳ và nhân viên bảo vệ, và phóng viên nhà báo nằm ở phía sau trên khoang chính. Luật trên máy bay cho phép cách phóng viên đi lang thang ngoài vị trí ngồi chỗ mình, tiến về phía sau nhưng không được phép tiến về phía trước. Các thiết bị liên lạc và buồng lái nằm ở tầng trên khoang chính. Ngoài ra cũng có các đường dây liên lạc fax, giọng nói, và liên lạc dữ liệu có bảo mật, và không bảo mật. Trong khi sức chứa của chiếc máy bay có thể chứa đầy đủ hành lý của các hành khách, và đoàn hậu cần, nhưng chiếc máy bay phải bay trước những chuyến bay vận chuyển hàng hóa, có chứa trực thăng, đoàn xe hộ tống, và các thiết bị khác được yêu cầu cho đoàn tùy tùng tổng thống.
Chiếc VC-25 có khả năng bay tới 7,800 dăm (12,600 km) - gần một phần ba quãng đường di chuyển vòng quanh thế giới - mà không cần phải tiếp nhiên liệu. Mặc dù vậy, chiếc máy bay này cũng có thể được tiếp nhiên liệu trên không, thông qua ống thông trên phần mũi nhô lên của chiếc máy bay. Chiếc VC-25A có thể chứa hơn 70 người. Mỗi chiếc VC-25A có giá $325 triệu USD. Khi VC-25 di chuyển trên mặt đất tới khu dừng của nó cho một sự kiện, thì nó thường hay dừng với mặt trái của chiếc máy bay hướng về những người xem.

## Lịch sử hoạt động

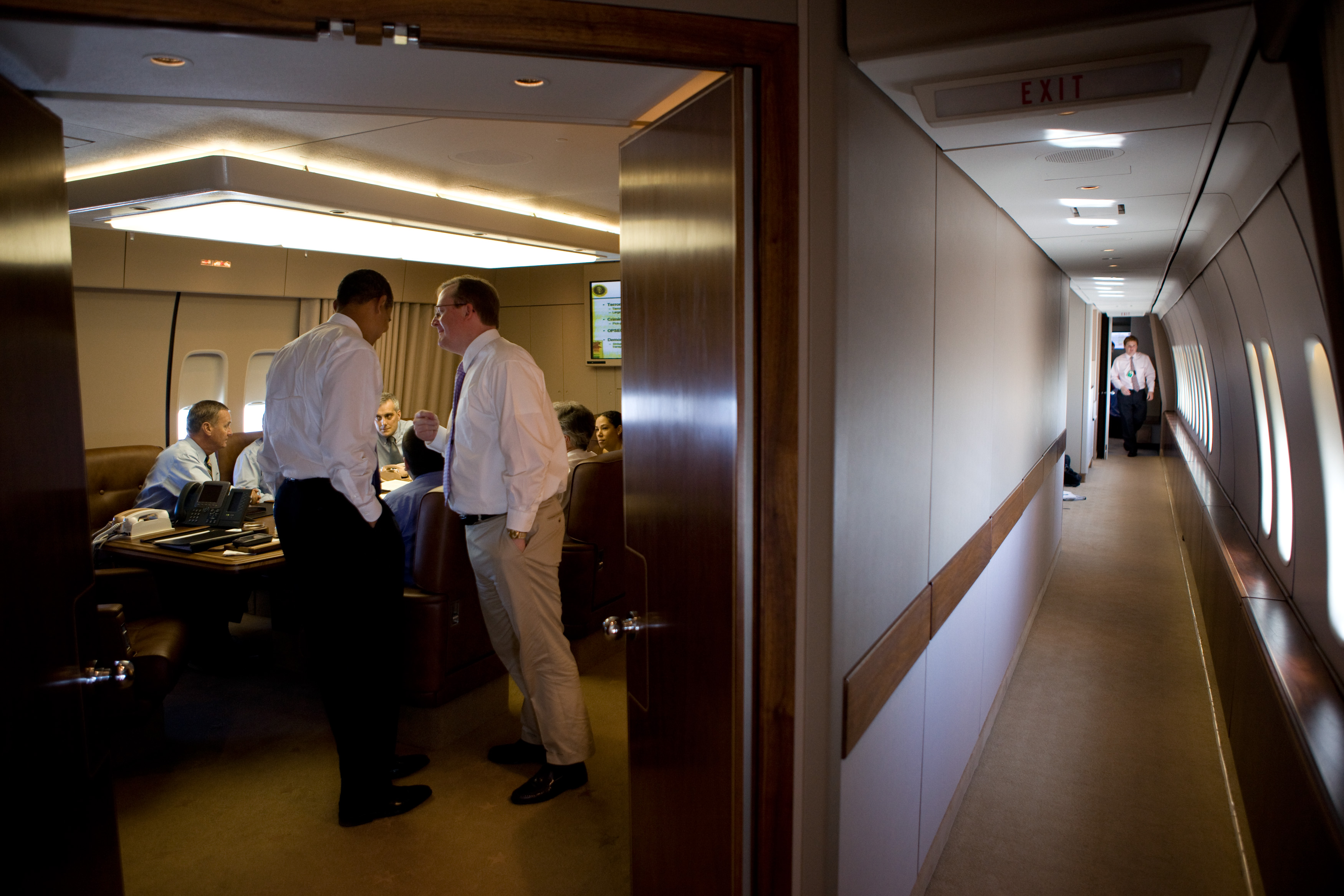
Tổng thống Barack Obama và Phát ngôn viên Nhà Trắng Robert Gibbs nói chuyện với nhau trong phòng họp trên Air Force One

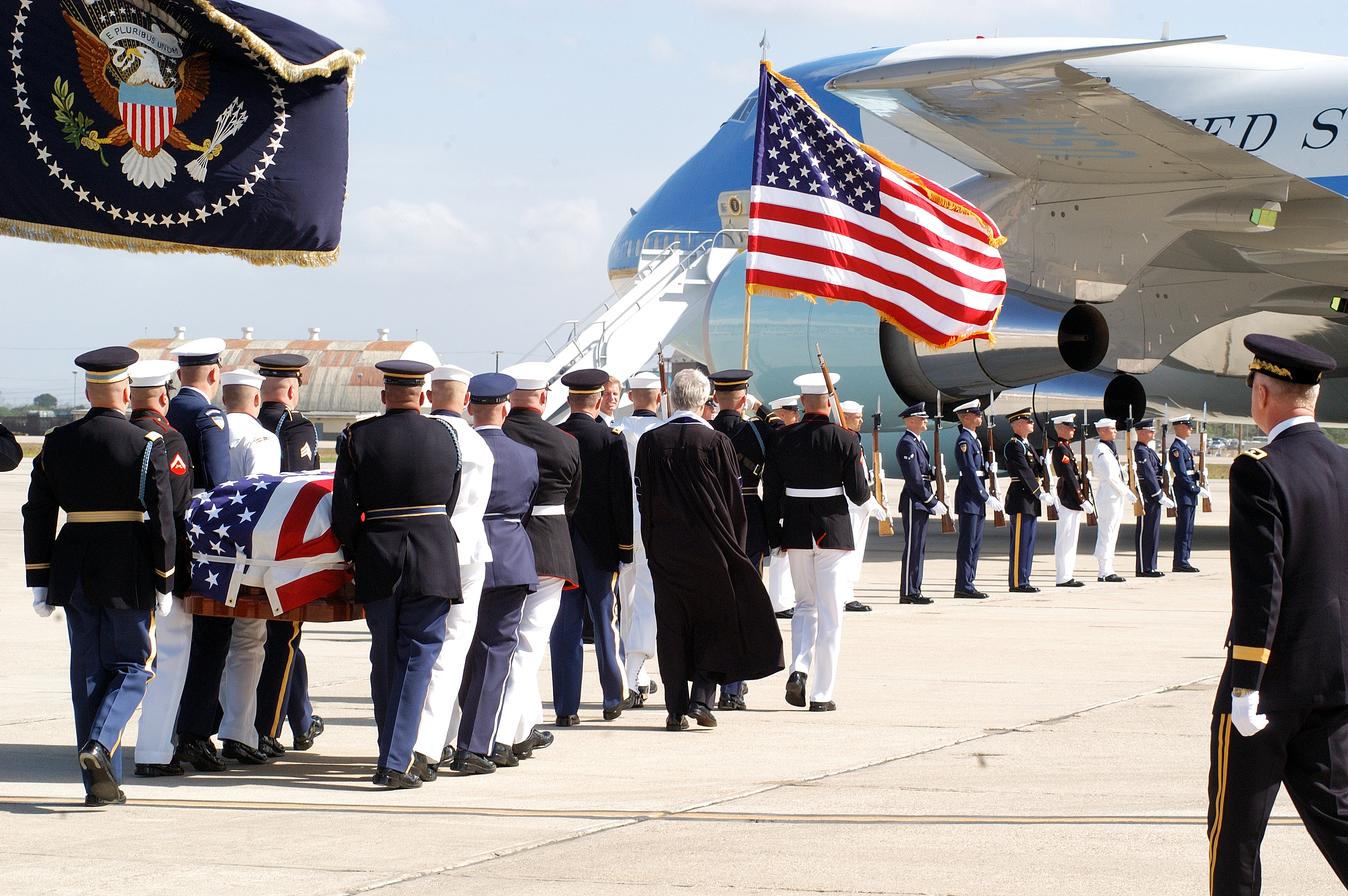
Quan tài Ronald Reagan đang được đem lên chiếc Boeing VC-25 (29000) để bay tới nơi an nghỉ của ông ở Simi Valley, CA

Chiếc VC-25 là chiếc máy bay thay thế chiếc chuyên cơ VC-137C trong đội bay Air Force One. Trong một số trường hợp, Boeing VC-25 cũng được sử dụng để chuyên chở Phó Tổng thống Hoa Kỳ, khi ấy sẽ sử dụng số hiệu Air Force Two (Không lực Hai). Những chiếc máy bay này đều được bảo dưỡng và vận hành quân sự bởi Đội bay vận chuyển Tổng thống, thuộc Tư lệnh Di động Không quân số 89, đóng quân ở Căn cứ Không quân Andrews, ở Camp Springs, Maryland.
Trong trường hợp khẩn cấp, như có một cuộc tấn công hạt nhân trên nước Mỹ, chiếc máy bay này có thể trở thành làm một trung tâm chỉ huy quân đội trên không. Ngoài ra máy bay cũng có khả năng được tiếp nhiên liệu trên không và các biện pháp đối phó tên lửa đất đối không. Các thiết bị điện tử trên máy bay được nối với nhau bằng các sợi dây tổng cộng dài khoảng 238 dặm (383 km), gấp đôi một chiếc 747 bình thường. Các sợi dây này được che chắn kỹ càng, có khả năng chống lại xung điện từ, từ bom hạt nhân. Chiếc máy bay cũng có các lá chắn như các biện pháp đối phó điện từ nhằm phá sóng radar của địch, pháo sáng để chống lại tên lửa tầm nhiệt, và trấu kim loại để đánh lạc hướng các tên lửa radar. Tất cả các loại súng ngắn và đạn dược, không thuộc sở hữu của Cơ quan Mật vụ Hoa Kỳ trên máy bay sẽ được cất kỹ càng bởi Mật vụ trong các ngăn khóa, mỗi ngăn khóa đều có cơ chế khóa khác nhâu nhằm tăng thêm tính bảo mật. Nhiều tính năng khác của VC-25 đều được giữ bí mật vì lý do an ninh.
Sau khi một tổng thống mới lên nhậm chức dẫn đến sự thay đổi nhân sự, thì tổng thống cũ sẽ được cho một chiếc VC-25 riêng để chở ông về nhà riêng của ông. Chuyến bay này sẽ không có tên gọi Không lực Một vì không có tổng thống nào đang nắm quyền trên chuyến bay ấy. Ví dụ như tổng thống Bill Clinton và George W. Bush, chuyến bay chở ông về nhà được gọi là Nhiệm vụ Bay Đặc biệt 28000 (Special Air Mission 28000), tên gọi của số đuôi máy bay.
Chiếc VC-25A cũng từng được dùng để chở thi hài cũng các cựu tổng thống. Khu vực dành cho khách ở phía sau khu vực "Nhà Trắng" có các bàn ghế có thể được tháo dỡ nhằm tạo không gian cho quan tài của cựu tổng thống. Thi hài của Ronald Reagan và Gerald Ford đều được vận chuyển bởi lần lượt các máy bay có số đuôi 28000 và 29000 đến Washington D.C. cho lễ quốc tang của họ, rồi sau đó cũng được vận chuyển về nơi an nghỉ cuối cùng của họ.

### Tương lai
Đội bay Boeing 747-200B hiện tại đang già đi và trở nên rất tốn kém để hoạt động. Trung tâm Chỉ huy Di động Hàng không thuộc Không quân Hoa Kỳ đã tìm kiếm một chiếc máy bay mới để thay thế. Trong cuộc họp báo đầu tiên, Không quân đã nói rằng có thể là hai chiếc Boeing 747-8 và Airbus A380. Vào ngày 9 tháng 1, năm 2009, Chỉ huy Lực lượng Không quân đã đăng thông bào Tìm kiếm Nguồn cung để tìm kiếm một chiếc máy bay thay thế có thể đi vào hoạt động vào năm 2017 với thêm hai chiếc nữa vào năm 2019 và 2021. Vào ngày 28 tháng 1, năm 2009, Công ty Phòng thủ Hàng không và Vũ trụ châu Âu thuộc khu vực Bắc Mỹ đã nói rằng, chế tạo 3 chiếc máy bay ở Hoa Kỳ sẽ không có ý nghĩa tài chính cho họ. Việc này làm Boeing trở thành nhà sản xuất máy bay duy nhất thích thú với việc làm máy bay thay thế cho tổng thống, và cũng cân nhắc thêm chiếc Boeing 787. Vào ngày 28 tháng 1, năm 2015, Không quân thông báo rằng đã chọn chiếc Boeing 747-8 làm máy bay thay thế cho chiếc VC-25A già nua làm phương tiện vận chuyển cho tổng thống.
Vào ngày 10 tháng 5 năm 2016, Không quân Hoa Kỳ ra thông cáo trực tuyến sửa đổi lại hợp đồng Air Force One cho phép Boeing bắt đầu các hoạt động thiết kể sơ bộ. Thế nhưng, phiên bản hiện tại của hợp đồng, xác nhận rằng chính phủ sẽ chỉ mua hai chiếc 747-8; Boeing đã giành được hợp đồng vào tháng 1 năm 2016 để tìm kiếm các cơ hội giảm giá trong các phân khu như bảo trì, tiếp nhiên liệu trên không và thiết bị liên lạc.

## Các biến thể
VC-25A
Được chế tạo dựa trên Boeing 747-200B
VC-25B
Được chế tạo dựa trên Boeing 747-8 Intercontinental, dự định thay thế cho VC-25A

## Các nhà khai thác
Hoa Kỳ
- Không quân Hoa Kỳ
  - Đội bay Vận chuyển Tổng thống thuộc Không đoàn Không vận 89 – Căn cứ Không quân Andrews, Maryland

## Các thông số kỹ thuật (VC-25A)
Dữ liệu lấy từ Boeing BDS
Đặc điểm tổng quát
- Tổ lái: 26: 2 phi công, thợ máy, dẫn đường,[2] và tổ tiếp viên
- Sức chuyên chở: 76 hành khách
- Chiều dài: 231 ft 10 in (70,6 m)
- Sải cánh: 195 ft 8 in (59,6 m)
- Chiều cao: 63 ft 5 in (19,3 m)
- Trọng lượng cất cánh tối đa: 833.000 lb (375.000 kg)
- Động cơ: 4 × General Electric CF6-80C2B1 kiểu turbofan, 56.700 lbf (250 kN) mỗi chiếc
- Trọng lượng không có nhiên liệu: 526.500 lb (238.800 kg)

 Hiệu suất bay 
- Vận tốc cực đại: Mach 0.92 (630 mph, 1,015 km/h) trên độ cao 35.000 ft
- Vận tốc hành trình: Mach 0.84 (575 mph, 925 km/h) trên độ cao 35.000 ft
- Tầm bay: 6.800 nmi (7.800 mi, 13.000 km)
- Trần bay: 45.100 ft (13.700 m)